# Gold Coast United FC

Gold Coast United FC er en professionel fodboldklub fra Queensland. Klubben spiller i den Australske A-League. I deres første to A-League sæsoner, var Gold Coast overraskende en af de stærkeste klubber. de endte i top 4 både i ligaen og i slutspillet. Siden starten har Gold Coast konstant blevet kritiseret, om deres gennemsnitlige fremmøde. I deres første sæson var der i gennemsnit tæt på 5.500 tilskuere og i deres anden sæson i gennemsnit knap 3.300 tilskuere per kamp.